# Список высших учебных заведений Новосибирской области
В список высших учебных заведений Новосибирской области включены образовательные учреждения высшего и высшего профессионального образования, находящиеся на территории Новосибирской области и имеющие действующую лицензию на образовательную деятельность. Список вузов приведён в соответствии с данными сводного реестра лицензий, в список филиалов включены организации, участвовавшие в мониторинге Министерства образования и науки Российской Федерации 2016 года. По состоянию на 10 ноября 2016 года в Новосибирской области действующую лицензию имели 27 вузов и 8 филиалов.
Филиалы вузов, головные организации которых находятся в иных субъектах федерации, сгруппированы в отдельном списке. Порядок следования элементов списка — алфавитный.

## Список высших образовательных учреждений
| Название                                                                  | Категория         | Статус      | Год основания | Месторасположение | Число студентов |
| ------------------------------------------------------------------------- | ----------------- | ----------- | ------------- | ----------------- | --------------- |
| Богословская семинария Сибирской Евангелическо-Лютеранской Церкви         | негосударственный | семинария   | 1997          | Новосибирск       |                 |
| Институт Федеральной службы безопасности Российской Федерации             | государственный   | институт    | 1935          | Новосибирск       |                 |
| Новосибирская государственная консерватория имени М. И. Глинки            | государственный   | академия    | 1956          | Новосибирск       | 492             |
| Новосибирская православная духовная семинария                             | негосударственный | семинария   | 2009          | Обь               |                 |
| Новосибирский военный институт внутренних войск                           | государственный   | институт    | 1971          | Новосибирск       |                 |
| Новосибирский государственный аграрный университет                        | государственный   | университет | 1935          | Новосибирск       | 8797            |
| Новосибирский государственный архитектурно-строительный университет       | государственный   | университет | 1930          | Новосибирск       | 5015            |
| Новосибирский государственный медицинский университет                     | государственный   | университет | 1935          | Новосибирск       | 5011            |
| Новосибирский государственный педагогический университет                  | государственный   | университет | 1935          | Новосибирск       | 14595           |
| Новосибирский государственный театральный институт                        | государственный   | институт    | 2003          | Новосибирск       | 222             |
| Новосибирский государственный технический университет                     | государственный   | университет | 1950          | Новосибирск       | 13631           |
| Новосибирский государственный университет                                 | государственный   | университет | 1958          | Новосибирск       | 6413            |
| Новосибирский государственный университет архитектуры, дизайна и искусств | государственный   | университет | 1989          | Новосибирск       | 1188            |
| Новосибирский государственный университет экономики и управления          | государственный   | университет | 1968          | Новосибирск       | 9280            |
| Новосибирский гуманитарный институт                                       | негосударственный | институт    | 1993          | Новосибирск       | 1303            |
| Новосибирский институт экономики, психологии и права                      | негосударственный | институт    | 1995          | Новосибирск       | 210             |
| Новосибирское высшее военное командное училище                            | государственный   | академия    | 1967          | Новосибирск       |                 |
| Новый сибирский институт                                                  | негосударственный | институт    | 1997          | Новосибирск       | 366             |
| Сибирская академия управления и массовых коммуникаций                     | негосударственный | институт    | 2004          | Новосибирск       | 442             |
| Сибирская академия финансов и банковского дела                            | негосударственный | академия    | 1992          | Новосибирск       | 1402            |
| Сибирский государственный университет водного транспорта                  | государственный   | университет | 1951          | Новосибирск       | 3561            |
| Сибирский государственный университет геосистем и технологий              | государственный   | университет | 1933          | Новосибирск       | 5968            |
| Сибирский государственный университет путей сообщения                     | государственный   | университет | 1932          | Новосибирск       | 8126            |
| Сибирский государственный университет телекоммуникаций и информатики      | государственный   | университет | 1953          | Новосибирск       | 6342            |
| Сибирский институт международных отношений и регионоведения               | негосударственный | институт    | 1998          | Новосибирск       | 230             |
| Сибирский независимый институт                                            | негосударственный | институт    | 1992          | Новосибирск       | 299             |
| Сибирский университет потребительской кооперации                          | негосударственный | университет | 1956          | Новосибирск       | 4263            |

## Список филиалов высших образовательных учреждений
| Название | Категория         | Статус      | Год основания | Месторасположение | Месторасположение головной организации | Число студентов |
| --- | ----------------- | ----------- | ------------- | ----------------- | -------------------------------------- | --------------- |
| Куйбышевский филиал Новосибирского государственного педагогического университета                               | государственный   | университет | 1990          | Куйбышев          | Новосибирск                            | 659             |
| Новосибирский технологический институт (филиал Московского государственного университета дизайна и технологии) | государственный   | институт    | 1966          | Новосибирск       | Москва                                 | 665             |
| Новосибирский филиал Российской академии предпринимательства                                                   | негосударственный | академия    | 1993          | Новосибирск       | Москва                                 |                 |
| Новосибирский филиал Санкт-Петербургского академического университета                                          | негосударственный | университет | 1998          | Новосибирск       | Санкт-Петербург                        | 647             |
| Новосибирский юридический институт (филиал Томского государственного университета)                             | государственный   | институт    | 1939          | Новосибирск       | Томск                                  | 1453            |
| Сибирский институт управления (филиал Российской академии народного хозяйства и государственной службы)        | государственный   | академия    | 1991          | Новосибирск       | Москва                                 | 8995            |
| Филиал в Новосибирске Санкт-Петербургского института внешнеэкономических связей, экономики и права             | негосударственный | институт    |               | Новосибирск       | Санкт-Петербург                        | 706             |
| Филиал в Новосибирске Московского педагогического государственного университета                                | государственный   | университет | 1999          | Новосибирск       | Москва                                 |                 |